# El Arca, Jalisco
El Arca är en ort i Mexiko.   Den ligger i kommunen Degollado och delstaten Jalisco, i den centrala delen av landet, 300 km väster om huvudstaden Mexico City. El Arca ligger 1 592 meter över havet och antalet invånare är 196.
Terrängen runt El Arca är kuperad åt sydväst, men åt nordost är den platt. El Arca ligger nere i en dal. Runt El Arca är det tätbefolkat, med 343 invånare per kvadratkilometer. Närmaste större samhälle är La Piedad Cavadas, 15,5 km öster om El Arca. I omgivningarna runt El Arca växer huvudsakligen savannskog.